# Sarrat
Sarrat è una municipalità di quarta classe delle Filippine, situata nella Provincia di Ilocos Norte, nella Regione di Ilocos.
È il luogo di nascita di Ferdinand Marcos, decimo Presidente delle Filippine.
Sarrat è formata da 24 baranggay:
- San Agustin (Pob.)
- San Andres
- San Antonio
- San Bernabe
- San Cristobal
- San Felipe
- San Francisco (Pob.)
- San Isidro
- San Joaquin (Pob.)
- San Jose
- San Juan
- San Leandro (Pob.)

- San Lorenzo
- San Manuel
- San Marcos
- San Nicolas
- San Pedro
- San Roque
- San Vicente (Pob.)
- Santa Barbara (Pob.)
- Santa Magdalena
- Santa Rosa
- Santo Santiago
- Santo Tomas